# Ectochela turneri
Ectochela turneri là một loài bướm đêm trong họ Noctuidae.